# Leonhard Gontermann
Leonhard Gontermann (* 16. Juni 1896 in Siegen; † nach 1945) war ein deutscher SA-Gruppenführer.

## Leben
Leonhard Gontermann diente als Leutnant, Patent des Dienstgrades vom 11. November 1917, der Infanterie im Ersten Weltkrieg in der preußischen Armee. 1918/1919 war er im Infanterie-Regiment Nr. 28 eingesetzt.
Nach dem Krieg war er gemeinsam mit Otto Wagener in einem baltischen Freikorps.
1922/23 war er bereits in die NSDAP eingetreten. Zwischen 1927 und 1930 trat er in die SA ein. Zum 1. März 1930 schloss er sich der neu gegründeten NSDAP wieder an (Mitgliedsnummer 217.972).
Er wurde Ende 1934 SA-Oberführer und zum Stabsführer der SA-Gruppe Sachsen eingesetzt. Im Oktober 1935 erfolgte seine Versetzung zur Obersten SA-Führung nach München. Die SA-Gruppe Sachsen übernahm hingegen der aus München kommende SA-Oberführer Franz von Carlshausen. 
1943 erfolgte, nachdem er 1937 zum SA-Brigadeführer ernannt wurde, die Beförderung Gontermanns im Stab des Obersten SA-Führung zum SA-Gruppenführer. Gemeinsam mit ihm wurde sein Kamerad Kurt von Burgsdorff befördert.
Am 22. August 1946 wurde im Rahmen des Prozesses gegen die Hauptkriegsverbrecher vor dem Internationalen Militärgerichtshof in Nürnberg bei der Verteidigung zur Aburteilung von verbrecherischen Organisationen, hier SA, durch Dr. Boehm auf eine allgemeine eidesstattliche Versicherung Gontermanns verwiesen, welche die Beziehung der SA zu den Konzentrationslagern wiedergab.